# Rocio Restrepo Lugo
Rocio Restrepo Lugo, (21 de noviembre de 1987) es una destacada deportista colombiana de la especialidad de Bolos que fue campeona suramericana en Medellín 2010.
 Posteriormente fue campeona de Centroamérica y del Caribe en Mayagüez 2010.
La trayectoria deportiva de Rocio Restrepo Lugo se identifica por su participación en los siguientes eventos nacionales e internacionales:

## Juegos Suramericanos
Fue reconocido su triunfo de ser la duodécima deportista con el mayor número de medallas de la selección de  Colombia en los juegos de Medellín 2010.

### Juegos Suramericanos de Medellín 2010
Su desempeño en la novena edición de los juegos, se identificó por ser la vigésima sexta deportista con el mayor número de medallas entre todos los participantes del evento, con un total de 5 medallas:

- , Medalla de oro: Bolos Parejas Mujeres
- , Medalla de oro: Bolos Equipos 4 Jugadores Mujeres
- , Medalla de oro: Bolos Todos los Eventos Equipos Mujeres
- , Medalla de plata: Bolos Individual Mujeres
- , Medalla de plata: Bolos Tríos Mujeres

## Juegos Centroamericanos y del Caribe
Fue reconocido su triunfo de ser la segunda deportista con el mayor número de medallas de la selección de  Colombia 
en los juegos de Mayagüez 2010.

### Juegos Centroamericanos y del Caribe de Mayagüez 2010
Su desempeño en la vigésima primera edición de los juegos, se identificó por ser la décima segunda deportista con el mayor número de medallas entre todos los participantes del evento, con un total de 6 medallas:

- , Medalla de oro: Dobles Mixto
- , Medalla de oro: Individuales
- , Medalla de oro: Ternas
- , Medalla de oro: Todo evento
- , Medalla de bronce: Dobles Femenino
- , Medalla de bronce: Equipos